# Liste der Geotope im Landkreis Dingolfing-Landau
Diese Liste enthält die Geotope des Niederbayerischen Landkreises Dingolfing-Landau in Bayern.
Die Liste enthält die amtlichen Bezeichnungen für Namen und Nummern des Bayerischen Landesamt für Umwelt (LfU) sowie deren geographische Lage. Diese Liste ist möglicherweise unvollständig. Im Geotopkataster Bayern sind etwa 3.400 Geotope (Stand März 2020) erfasst. Das LfU sieht einige Geotope nicht für die Veröffentlichung im Internet geeignet. Einige Objekte sind zum Beispiel nicht gefahrlos zugänglich oder dürfen aus anderen Gründen nur eingeschränkt betreten werden.
| Name                                               | Bild           | Geotop ID | Gemeinde / Lage             | Geologische Raumeinheit | Beschreibung | Fläche m² / Ausdehnung m | Geologie                                                                            | Aufschlussart                  | Wert      | Schutzstatus                          | Bemerkung                       |
| -------------------------------------------------- | -------------- | --------- | --------------------------- | ----------------------- | --- | ------------------------ | ----------------------------------------------------------------------------------- | ------------------------------ | --------- | ------------------------------------- | ------------------------------- |
| Ehemalige Kiesgrube Maßendorf                      | weitere Bilder | 279A001   | Loiching Position           | Isar-Inn-Hügelland      | In der ehemaligen Kiesgrube steht Nördlicher Vollschotter (Wechselfolge von Kiesen und Sanden) mit einzelnen Mergellagen an. Die Aufschlusswand zeigt Sedimentationsstrukturen wie Rinnen, Schrägschichtung und Erosionsdiskordanzen. Etwa 6–7 m über der Sohle zieht sich ein auffälliger kalkiger Mergelhorizont über die gesamte Abbauwand. In einer Mergellinse, die knapp unter der untersten heute noch zugänglichen Grubensohle gelegen haben dürfte, wurden neben einer artenarmen Flora vor allem. Reste einer vielfältigen Kleinsäuger-Fauna, aber auch solche von Fischen, Muscheln, Schildkröten und Krokodilen gefunden.                                                                      | 1200 120 × 10            | Typ: Schichtfolge, Tierische Fossilien, Pflanzliche Fossilien Art: Schotter, Mergel | Kiesgrube/Sandgrube            | wertvoll  | kein Schutzgebiet                     |                                 |
| Straßenaufschluss bei Landau                       |                | 279A002   | Landau an der Isar Position | Dungau                  | An dem Straßenaufschluss in Landau ist über mindeleiszeitlichen Schottern eine mehrfach gegliederte Lößabfolge (würmglazial?) mit Kalkkonkretionen aufgeschlossen. Der oberste Abschnitt mit kies- und sandhaltigen Fließerden zeigt spätglaziale und postglaziale Ablagerungen. Der Aufschluss ist inzwischen weitgehend zugewachsen und teilweise verstürzt. | 200 20 × 10              | Typ: Schichtfolge Art: Konglomerat, Lehm                                            | Böschung                       | bedeutend | kein Schutzgebiet                     |                                 |
| Ehemalige Lehmgrube SE von Möding                  |                | 279A003   | Landau an der Isar Position | Isar-Inn-Hügelland      | In der ehemaligen Ziegeleigrube war ein 9 m mächtiges Lößprofil des Riß- und Würmglazials aufgeschlossen (getrennt durch einen interglazialen Bodenbildungshorizont). Die rißglazialen Bildungen sind durch als fossile Tundrennassböden ausgebildete Lößlehme vertreten, der würmglaziale Anteil zeigt Löß und Lößlehm mit Basisfließerden und Solifluktionsdiskordanz. Die Grube wurde 2001 (vorläufig?) aufgelassen. Die abgeböschten Wände zeigen keinerlei Details des Profils mehr. | 4000 200 × 20            | Typ: Schichtfolge, Fossiler Boden Art: Lehm                                         | Lehmgrube/Tongrube/Mergelgrube | bedeutend | kein Schutzgebiet                     |                                 |
| Kiesgrube Schlüpfing                               |                | 279A005   | Landau an der Isar Position | Isar-Inn-Hügelland      | In der ehemaligen Kiesgrube ist eine Schichtfolge der Nördlichen Vollschotter aufgeschlossen. Kiese und Sande werden von Horizonten aus feinkörnigen Sedimenten (Schluff Mergel) und Süßwasserkalken überlagert. Bedeckt ist die Abfolge von Lösslehm und Fließerden. Ein Teil der Aufschlusswände ist verstürzt einen guten Einblick in Teile der Folge hat man an relativ frischen Aufschlüssen am Nordende und am Südende der Grube. In der Grube ist eine Motocross-Rennbahn eingerichtet worden. | 2400 120 × 20            | Typ: Schichtfolge, Gesteinsart Art: Kies, Sand, Mergel                              | Kiesgrube/Sandgrube            | wertvoll  | kein Schutzgebiet                     |                                 |
| Quelle bei Schellmühle                             |                | 279Q001   | Mamming Position            | Isar-Inn-Hügelland      | Oberhalb der Schellmühle an der steilen Isarleite entspringt am Hangfuß innerhalb der nördlichen Vollschotter eine ganzjährig schüttende Quelle (ca. 10 l/s). Mit dem Quellwasser werden Fischteiche gespeist. Direkt an der eingezäunten Quellnische sind teilweise zu Konglomerat verbackene Schotter aufgeschlossen. Die Schichtquelle entspringt vermutlich an einer wasserstauenden Mergellage innerhalb der Schotter. | 6 3 × 2                  | Typ: Schichtquelle Art: Schotter, Sand, Konglomerat                                 | Hanganriss/Felswand            | bedeutend | Naturdenkmal, Landschaftsschutzgebiet |                                 |
| Steilhang im Isartal W von Niederviehbach          |                | 279R001   | Niederviehbach Position     | Paar-Isar-Region        | Der Erosionssteilhang am südlichen Isartaltrand weist eine Vielzahl geomorphologischer Einzelformen auf: z. B. tief eingeschnittene Kerbtäler von Seitenbächen, zahlreiche Hangrutschungen, Quellhorizonte z. T. mit Kalktuffbildung sowie Schwemmkegel. Der Hang liegt in den Nördlichen Vollschottern. Die Quellhorizonte sind an zwischengeschaltete limnische Süßwasserschichten gebunden. | 700000 7000 × 100        | Typ: Prallhang, Kerbtal, Schichtquelle Art: Schotter, Kalkstein, Kalktuff           | kein Aufschluss                | bedeutend | Landschaftsschutzgebiet, FFH-Gebiet   |                                 |
| Tal des Mamminger Baches SW von Mamming            |                | 279R002   | Mamming Position            | Isar-Inn-Hügelland      | Das Tal des Mamminger Baches ist ein asymmetrisches Sohlental mit steiler Ost- und flacher Westseite. Die Talsohle wird am Westrand von einer Terrassenkante begleitet. Auf der Ostseite treten an Mergel- und Süßwasserkalklagen gebunden Schichtquellen auf. Das Tal ist in seiner Form und Morphogenese Beispiel für Nebentäler der Hauptwasseradern im Periglazialgebiet. Der Ausbildung als asymmetrisches Muldental im Pleistozän folgte seit dem Spätglazial die Umbildung in ein Sohlental. | 600000 1500 × 400        | Typ: Asymmetrisches Tal, Sohlental, Schichtquelle Art: Schotter, Mergel, Kalktuff   | kein Aufschluss                | bedeutend | kein Schutzgebiet                     |                                 |
| Teisbachtal S von Teisbach                         |                | 279R003   | Dingolfing Position         | Isar-Inn-Hügelland      | Das Teisbachtal zeigt den Querschnitt eines asymmetrischen Tales mit steilen nach Westen und flachen nach Osten exponierten Flanken. An der Westseite zieht vom Mündungstrichter in das Isartal bis Oberteisbach eine Terrassenstufe entlang. Asymmetrische Täler haben sich durch unterschiedlichen Abtrag mit Bodenfließen in unvergletscherten Gebieten vorwiegend an N-S verlaufenden Bächen, geprägt durch das Kaltklima, ausgebildet. Erosion hat das Tal postglazial in ein Sohlental umgebildet. | 840000 1200 × 700        | Typ: Asymmetrisches Tal Art: Schotter                                               | kein Aufschluss                | bedeutend | kein Schutzgebiet                     |                                 |
| Wachsender Felsen E von Usterling (Johannisfelsen) | weitere Bilder | 279R004   | Landau an der Isar Position | Isar-Inn-Hügelland      | Mächtigster Kalktuffdamm in Bayern! Die eindrucksvolle Steinerne Rinne ist ca. 35 m lang, bis 1,2 m dick und bis 5,4 m hoch. Sie wurde bereits von Apian (1579) erwähnt und auf dem Altarbild der Usterlinger Kirche dargestellt (1520). Die Steinerne Rinne liegt in einem Hang, der aus ca. 20 Millionen Jahre alten Lockergesteinen der Oberen Süßwassermolasse (OSM) aufgebaut wird. Das Grundwasser tritt seit langem an einer Stelle an der Schichtgrenze von wasserführenden Kiesen zu wasserstauenden Mergeln (kalkhaltige Tone) aus. Genaue Altersangaben für die Entstehung der Kalktuffbildungen am Quellbach liegen bisher nicht vor, Schätzungen belaufen sich aber auf einige tausend Jahre. | 35 35 × 1                | Typ: Steinerne Rinne, Schichtquelle Art: Kalktuff, Kalkstein                        | kein Aufschluss                | wertvoll  | Naturdenkmal, FFH-Gebiet              | Bayerns schönste Geotope Nr. 19 |
| Schwemmfächer Rosenau NW von Mamming               |                | 279R006   | Mamming Position            | Paar-Isar-Region        | Der Schwemmfächer Rosenau ist ein flacher, holozäner Schotterkegel, der nur wenig über dem umgebenden Gelände liegt, aber kaum eine Bodenauflage aufweist und sich im Bewuchs von den umgebenden landwirtschaftlich genutzten Talauebereichen deutlich abgrenzt (Magerrasen). Der Schotterkegel gehört vermutlich zu älteren holozänen Schotterfolgen, die von späteren Hochwasserabsätzen nicht mehr erreicht wurden. Ein Teil des Schotterkörpers ist durch die Bahntrasse und alte Kiesgruben gestört.* | 15000 150 × 100          | Typ: Schwemmfächer Art: Schotter                                                    | kein Aufschluss                | bedeutend | Naturschutzgebiet, FFH-Gebiet         |                                 |